# Creators – The Past
Creators – The Past  (magyarul: Creators – A múlt)  2019-ben (hivatalosan 2020-ban) bemutatott, az olasz filmek között úttörőnek számító fantasztikus fantasyfilm, egy tervezett trilógia első része rangos, soknemzetiségű szereplőgárdával (olasztól norvégig, kanadaitól oroszig) Piergiuseppe Zaia első rendezésben. „Ez nem egy ember imája, hanem reménykiáltás az egész emberiség számára...” 

## Cselekmény
Honnan jövünk és hová tartunk? Az emberiség örök kérdése, amelyre az évezredek során a vallások megpróbáltak választ adni. A trilógia első része kitalált magyarázatot ad arra, hogy miért nem valósult meg a 2012. december 21-re jövendölt maja jóslat .
2012 év vége, a maja jóslat nem teljesül be, a katasztrófa nem következik be, de a világegyetem egy rendkívüli, az univerzum minden életformájára kiható bolygó-összehangolás előtt áll, amely a Földet is érintő különleges, komoly zavarokat okozó rezgésekhez vezet. A Galaktikus Tanács – aminek mind a nyolc tagja Creator („Teremtő”; afféle istenség) és saját bolygójukat irányítják – Lord Ogmha (William Shatner) vezetésével azért találkozik, hogy eldöntsék a világegyetem sorsát, és közösen szabályozzák az univerzumot, biztosítsák a stabilitását. A Föld bolygó azonnal a megbeszélések középpontjába kerül, mert kiderül, hogy az evolúciója nem illeszkedik a kialakított tervek közé. A Creatorok cselekvésfilozófiája eltérő, és a közöttük lévő nézetkülönbségek versenyfutáshoz vezetnek az idővel, hogy melyikük vegye át az irányítást és döntse el a Föld bolygó sorsát...
A Creatorok mindegyike felelős egy felbecsülhetetlen értékű „Lencse” biztonságáért és épségéért. Ez a Lencse az emberiség teljes történetének, emlékeinek és magjának felvételét („DNS”-ét) tartalmazó merevlemez (kristálymag). A Föld és régense föllázad a Galaktikus Tanács ellen. Egy szerencsétlen esemény veszélybe sodorja a Földet; a földönkívüli Creatorok elveszítik az irányítást a Lencse felett, amit a földiek valahol Olaszországban rejtettek el. Mindenki keresi, mert ha fölnyitják és rossz kezekbe kerül, akkor kiderülhet a Lencsében megmentett, az emberek számára sokkoló igazság az igazi eredetükről; hogy a Föld bolygó története valójában nem az, aminek látszik, és amit a Potentátjaik az emberekkel el akarnak hitetni. Hogy ez ne történhessen meg, az elrabolt gyönyörű lányt, Sofyt bízzák meg a felkutatásával.

## Produkció

### Felvételek
A filmet 2014. szeptember 30. és 2016. június 22. között Olaszországban, 21 helyszínen, többségében Piemont és a Valle d’Aosta régióban forgatták, valamint a Castello di Verrèsben, a velencei Palazzo Schiavoniban, Ricetto di Candelóban, a biellai San Michele Kórházban és Brich di Zumagliaban.

### Különleges hatások
Az utómunkálatokat a burbanki Fotokem stúdióban végezték, Walter Volpatto, a Star Wars: Az utolsó jedik, az Interstellar és a Dunkirk koloristájának vezetésével. A filmet zöld képernyőn és 5K-ban forgatták, valamint a Blautöne által szerkesztett Dolby Atmos 128.1-gyel látták el.

## Zene
A film zenéjét, mind a 75 témát (ebből 24 dalt használt föl ) Piergiuseppe Zaia szerezte. A film záró, Across Endless Dimensions című dalát Dimash Qudaibergen énekli. Az énekes kiválasztásához Eleonora Fani producer a „legszebb hang a világon” keresőkifejezéssel talált rá a számukra addig ismeretlen, kivételes adottságokkal és képességekkel rendelkező kazak énekesre.
Az Across Endless Dimensions egy újabb klipjét tette közzé 2021. május 21-én, ami számos, köztük magyar feliratozást is tartalmaz.

## Bemutató és fogadtatás
A film hivatalos előzetese (trailere) 2019. január 17-én jelent meg a Vimeo felületén. A filmet 2019 júniusában a Sanghaji Nemzetközi Filmfesztiválon mutatták be, de már ezt megelőzően is számos díjat kapott, köztük a 2019. márciusi Los Angeles-i Nemzetközi Filmfesztiválon a legjobb film díját. A fesztivál a filmet „élvezetes élménynek” nevezte „lenyűgöző vizuális effektekkel”, „kiváló hangzással” és „fantasztikus operatőrrel”.
A film olaszországi bemutatóját 2020. március 19-re tervezték, de a COVID-19 járvány miatt csak fél évvel később, 2020. október 8-án jutott el az olasz mozikba. Giancarlo Zappoli úgy nyilatkozott, hogy a film két erőssége a nagyon tiszteletre méltó színészgárda, valamint a fantázia és a sci-fi (amely az olasz filmek úttörője) előretörése. Valerio Molinaro kiemelte, hogy a film forgatókönyve gyönyörű helyszíneket választott, de a narratíva szempontjából úgy értékelte, hogy „nem mindig megfelelő színvonalú”. Elismeréssel szól Piergiuseppe Zaia rendezéséről, és a recenzióját azzal zárja, hogy „a Creators – the past a hollywoodi óriásokhoz való felzárkózás első lépése." 

## Díjak, jelölések
A film csak 2019-ben 14 díjat és további 3 jelölést kapott, az olaszországi bemutatójáig 28 díjat.